# South Black Hill
South Black Hill är en kulle i Storbritannien.   Den ligger i kommunen Midlothian och riksdelen Skottland, i den centrala delen av landet, 500 km norr om huvudstaden London. Toppen på South Black Hill är 563 meter över havet.
Terrängen runt South Black Hill är kuperad åt nordväst, men åt sydost är den platt.Runt South Black Hill är det glesbefolkat, med 16 invånare per kvadratkilometer. Närmaste större samhälle är Edinburgh, 14,7 km norr om South Black Hill. Trakten runt South Black Hill består i huvudsak av gräsmarker.